# Deutsche Leichtathletik-Meisterschaften 1966
Die 66. Deutschen Leichtathletik-Meisterschaften wurden vom 5. bis 7. August 1966 im Niedersachsenstadion in Hannover ausgetragen.

## Wettbewerbsprogramm
Neu ins Wettkampfprogramm aufgenommen wurde die 3 × 800-m-Staffel der Frauen. Nicht mehr ausgetragen dagegen wurde der 200-m-Hürdenlauf der Männer, der auch international nicht mehr auf den Wettbewerbsprogrammen stand.

## Ausgelagerte Disziplinen
Wie in den Jahren zuvor wurden weitere Meisterschaftstitel an verschiedenen anderen Orten vergeben:
- Waldläufe – Elmshorn, 17. April mit Einzel- / Mannschaftswertungen auf zwei Streckenlängen für die Männer (Mittel- / Langstrecke) und einer Mittelstrecke für die Frauen mit jeweils Einzel- / Mannschaftswertungen
- Marathonlauf (Männer) – Krefeld, 9. Juli mit Einzel- / Mannschaftswertung[3][4]
- Langstaffeln, Frauen: 3 × 800 m / Männer: 3 × 1000 m sowie
Mehrkämpfe (Frauen: Fünfkampf) / (Männer: Fünf- und Zehnkampf) – Hamm, 16./17. Juli mit jeweils Einzel- und Mannschaftswertungen
- 50-km-Gehen (Männer) – Friedrichsgabe, 17. Juli mit Einzel- und Mannschaftswertung

## Rekorde
Es wurden ein Europarekord (ER), ein deutscher Rekord (DR) und ein deutscher Rekord für Vereinsstaffeln (DRV) aufgestellt bzw. egalisiert.
- Europarekord[5], 800-Meter-Lauf: 1:44,9 min (Verbesserung) – Franz-Josef Kemper (Preußen Münster)
- Deutscher Rekord[6], 400-Meter-Hürdenlauf: 49,9 s (Egalisierung) – Gerd Loßdörfer (KSV Hessen Kassel)
- Deutscher Rekord für Vereinsstaffeln, 3 × 1000 m Staffel: 7:01,2 min (Verbesserung) – Preußen Münster (Franz-Josef Kemper, Wolf-Jochen Schulte-Hillen, Harald Norpoth)
Diese Zeit steht bis heute (April 2023) als Rekord und ist damit der langlebigste deutsche Rekord überhaupt.

## Medaillengewinner Männer
Die folgenden Übersichten fassen die Medaillengewinner und -gewinnerinnen zusammen. Eine ausführlichere Übersicht mit den jeweils ersten sechs in den einzelnen Disziplinen findet sich unter dem Link Deutsche Leichtathletik-Meisterschaften 1966/Resultate.
| Disziplin                                   | Gold                                                                                     | Leistung              | Silber                                                                            | Leistung              | Bronze                                                                     | Leistung              |
| ------------------------------------------- | ---------------------------------------------------------------------------------------- | --------------------- | --------------------------------------------------------------------------------- | --------------------- | -------------------------------------------------------------------------- | --------------------- |
| 100 m                                       | Manfred Knickenberg (Wuppertaler SV)                                                     | 10,2 s000000          | Josef Schwarz (Post-SV München)                                                   | 10,3 s00              | Bernd Darams (TSV 1860 München)                                            | 10,3 s00              |
| 200 m                                       | Manfred Knickenberg (Wuppertaler SV)                                                     | 20,9 s000000          | Fritz Roderfeld (Rot-Weiß Oberhausen)                                             | 20,9 s00              | Josef Schwarz (Post-SV München)                                            | 21,0 s00              |
| 400 m                                       | Siegfried König (Karlsruher SC)                                                          | 46,0 s000000          | Manfred Kinder (Wuppertaler SV)                                                   | 46,2 s00              | Rolf Krüsmann (VfL Bochum)                                                 | 46,4 s00              |
| 800 m                                       | Franz-Josef Kemper (Preußen Münster)                                                     | 1:44,9 min ER0        | Dieter Bogatzki (Sportfreunde Siegen)                                             | 1:46,5 min            | Walter Adams (SV Salamander Kornwestheim)                                  | 1:47,0 min            |
| 1500 m                                      | Bodo Tümmler (SCC Berlin)                                                                | 3:43,6 min0000        | Wolf-Jochen Schulte-Hillen (Preußen Münster)                                      | 3:44,2 min            | Klaus Paykowski (Sportfreunde Siegen)                                      | 3:44,7 min            |
| 5000 m                                      | Harald Norpoth (Preußen Münster)                                                         | 13:50,4 min0000       | Hans Gerlach (TSV 1860 München)                                                   | 14:01,2 min           | Werner Girke (VfL Wolfsburg)                                               | 14:01,2 min           |
| 10.000 m                                    | Manfred Letzerich (Eintracht Wiesbaden)                                                  | 28:58,2 min0000       | Peter Kubicki (SCC Berlin)                                                        | 29:03,8 min           | Lutz Philipp (LBV Phönix Lübeck)                                           | 29:07,2 min           |
| Marathon                                    | Karl-Heinz Sievers (Preussen Krefeld)                                                    | 2:24:56,4 h000000     | Franz-Wilhelm Wiggershaus (VfL Eintracht Hagen)                                   | 2:30:19,8 h00         | Karl-Heinz Speckmann (Preussen Krefeld)                                    | 2:31:15,8 h00         |
| Marathon, Mannschaftswertung                | Preussen KrefeldKarl-Heinz Sievers Karl-Heinz Speckmann Manfred Bressel                  | 7:30:22,2 h000000     | VfL Eintracht HagenFranz-Wilhelm Wiggershaus Lothar Reinshagen Wolfram Westerhoff | 7:52:41,8 h00         | TSR Olympia WilhelmshavenHans-Dieter Simonson Heinrich Arians Artur Renner | 8:04:26,0 h00         |
| 110 m Hürden                                | Hinrich John (Hannover 96)                                                               | 14,1 s0000000         | Werner Trzmiel (VfL Bochum)                                                       | 14,2 s00              | Rainer Stegmann (TV Heppenheim)                                            | 14,6 s00              |
| 400 m Hürden                                | Gerd Loßdörfer (KSV Hessen Kassel)                                                       | 49,9 s DRe000         | Horst Gieseler (VfL Bochum)                                                       | 50,3 s00              | Gerhard Hennige (ASV Köln)                                                 | 50,6 s00              |
| 3000 m Hindernis                            | Hans-Werner Wogatzky (Polizei SV Bielefeld)                                              | 8:45,4 min0000        | Leo Schorr (1. FC Saarbrücken)                                                    | 8:48,8 min            | Hartmut Neumann (ASC Darmstadt)                                            | 8:51,4 min            |
| 4 × 100 m Staffel                           | SV Salamander KornwestheimDieter Hübner Peter Gamper Dieter Enderlein Hans-Jürgen Felsen | 39,9 s000000          | SCC BerlinArmin Mohr Jürgen Zerges Lutz Hormann Christian Hoyer                   | 40,5 s00              | TV 1860 FürthSven Oberhof Volker Stöckel Horst Haßlinger Horst Diebel      | 40,5 s00              |
| 4 × 400 m Staffel                           | Wuppertaler SVWerner Corts Jürgen Schmidt Klaus Langele Manfred Kinder                   | 3:08,3 min0000        | ASC DarmstadtWilfried Braun Schmitt Dirk v. Maltitz Manfred Hanika                | 3:09,3 min            | ASV KölnNicolai Jürgen Jaenisch Hans-Dieter Mauel Gerhard Hennige          | 3:09,6 min            |
| 3 × 1000 m Staffel                          | Preußen MünsterFranz-Josef Kemper Wolf-Jochen Schulte-Hillen Harald Norpoth              | 7:01,2 min DRV        | SCC BerlinHorst Milde Peter Kubicki Bodo Tümmler                                  | 7:04,0 min            | Sportfreunde SiegenKlaus Paykowski Gnüchtel Dieter Bogatzki                | 7:06,2 min            |
| 20-km-Gehen                                 | Karl-Heinz Pape (TSV Salzgitter)                                                         | 1:33:42,6 h000000     | Werner Hupfeld (ACT Kassel)                                                       | 1:34:59,8 h00         | Kurt Schreiber (Post-SV Tübingen)                                          | 1:35:04,6 h00         |
| 20-km-Gehen, Mannschaftswertung             | Eintracht FrankfurtHorst-Rüdiger Magnor Bernhard Nermerich Julius Müller                 | 4:50:40,4 h000000     | Post-SV TübingenKurt Schreiber Reinhard Hergesell Rolf Baur                       | 4:51:33,2 h00         | TSV SalzgitterKarl-Heinz Pape Gerhard Weidner Ulrich Milz                  | 4:56:36,6 h00         |
| 50 km Gehen                                 | Gerhard Weidner (TSV Salzgitter)                                                         | 4:22:55,4 h000000     | Bernhard Nermerich (Eintracht Frankfurt)                                          | 4:26:21,0 h00         | Karl-Heinz Pape (TSV Salzgitter)                                           | 4:27:37,0 h00         |
| 50 km Gehen, Mannschaftswertung             | Eintracht FrankfurtBernhard Nermerich Horst-Rüdiger Magnor Claus Bartels                 | 13:43:00,6 h000000    | TSV SalzgitterGerhard Weidner Karl-Heinz Pape Ulrich Milz                         | 14:08:39,4 h00        | Post-SV TübingenKurt Schreiber Rolf Baur Gerhard Simon                     | 14:47:14,6 h00        |
| Hochsprung                                  | Ingomar Sieghart (TSV 1860 München)                                                      | 2,09 m                | Wolfgang Schillkowski (TB Wülfrath)                                               | 2,06 m                | Gunther Spielvogel (TSV Bayer 04 Leverkusen)                               | 2,00 m                |
| Stabhochsprung                              | Klaus Lehnertz (KSV Hessen Kassel)                                                       | 4,80 m                | Claus Schiprowski (TSV Bayer 04 Leverkusen)                                       | 4,80 m                | Hartmut Reinhardt (Turnerschaft Göppingen)                                 | 4,70 m                |
| Weitsprung                                  | Hermann Latzel (OSV Hörde)                                                               | 7,57 m                | Jörg Jüttner (VfL Wolfsburg)                                                      | 7,46 m                | Wolfgang Delfs (TV Hasse-Winterberg Kiel)                                  | 7,38 m                |
| Dreisprung                                  | Günter Krivec (USC Mainz)                                                                | 15,95 m               | Hans-Jörg Müller (ATSV Saarbrücken)                                               | 15,59 m               | Joachim Kugler (TV Murrhardt)                                              | 15,35 m               |
| Kugelstoßen                                 | Heinfried Birlenbach (Sportfreunde Siegen)                                               | 18,19 m               | Traugott Glöckler (USC Heidelberg)                                                | 17,04 m               | Wolfgang Motzkus (USC München)                                             | 16,25 m               |
| Diskuswurf                                  | Hein-Direck Neu (USC Mainz)                                                              | 57,83 m               | Jens Reimers (Rot-Weiß Oberhausen)                                                | 57,08 m               | Walter Gerber (TSV Eltingen)                                               | 52,22 m               |
| Hammerwurf                                  | Uwe Beyer (Holstein Kiel)                                                                | 65,93 m               | Hans Fahsl (TSV Bayer 04 Leverkusen)                                              | 62,48 m               | Franz-Josef Woltering (VfL Wolfsburg)                                      | 60,64 m               |
| Speerwurf                                   | Eugen Stumpp (TSG Balingen)                                                              | 78,76 m               | Harry Abraham (USC Mainz)                                                         | 75,68 m               | Hermann Salomon (USC Mainz)                                                | 75,39 m               |
| Fünfkampf, 1965er W. 2. Zeile: 1985er Wert. | Kurt Bendlin (TSV Bayer 04 Leverkusen)                                                   | 3756 P00 (3927 P) 00  | Uwe Keiler (USC Mainz)                                                            | 3372 P (3462 P)       | Jochen Krüger (TSV Bayer 04 Leverkusen)                                    | 3371 P (3521 P)       |
| Fünfkampf, Mannschaftswertung               | TSV Bayer 04 LeverkusenKurt Bendlin Jochen Krüger Bernd Knut                             | 10.368 P00            | Polizei SV BerlinKlaus Beuschel Eckard Kaspar Wolfgang Kardetzky                  | 9.482 P               | SV Salamander KornwestheimHorst Kley Gerhard Fichter Kowarsch              | 9.455 P               |
| Zehnkampf, 1965er W. 2. Zeile: 1985er Wert. | Werner von Moltke (USC Mainz)                                                            | 7961 P00 (7831 P)     | Horst Beyer (VfL Wolfsburg)                                                       | 7512 P (7338 P)       | Jörg Mattheis (USC Mainz)                                                  | 7464 P (7324 P)       |
| Zehnkampf, Mannschaftswertung               | USC MainzWerner von Moltke Jörg Mattheis Hans-Joachim Walde                              | 22.594 P              | VfL WolfsburgHorst Beyer Jürgen Kalitzki Helmut Platt                             | 20.213 P              | Hamburger SVManfred Bock Georg Stummeyer Jarrs                             | 19.827 P              |
| Waldlauf Mittelstrecke – 2880 m             | Harald Norpoth (Preußen Münster)                                                         | 7:35,3 min000         | Bodo Tümmler (SCC Berlin)                                                         | 7:37,3 min            | Wolf-Jochen Schulte-Hillen (Preußen Münster)                               | 7:44,1 min            |
| Waldlauf Mittelstrecke, Mannschaftswertung  | Preußen MünsterHarald Norpoth Wolf-Jochen Schulte-Hillen Franz-Josef Kemper              | 17 P (Plätze 1/3/15)  | Sportfreunde SiegenJürgen Müller Gnüchtel Klaus Paykowski                         | 27 P (Plätze 8/9/11)  | Hamburger SVDieter Lange Wolfgang Fricke Erk Maasch                        | 34 P (Plätze 5/17/18) |
| Waldlauf Langstrecke – 8640 m               | Manfred Letzerich (Eintracht Wiesbaden)                                                  | 23:54,0 min000        | Lutz Philipp (LBV Phönix Lübeck)                                                  | 24:08,6 min           | Hans Gerlach (TSV 1860 München)                                            | 24:10,4 min           |
| Waldlauf Langstrecke, Mannschaftswertung    | ASC DarmstadtGottfried Arnold Helmut Neumann Hans Hellbach                               | 23 P (Plätze 4/13/17) | SCC BerlinPeter Kubicki Hubert Riesner Klaus Addicks                              | 26 P (Plätze 6/14/18) | TSV 1860 MünchenHans Siegfried Spreng Ludwig Utschneider                   | 31 P (Plätze 3/19/20) |

## Medaillengewinnerinnen Frauen
| Disziplin                                  | Gold                                                               | Leistung            | Silber                                                                | Leistung               | Bronze                                                            | Leistung              |
| ------------------------------------------ | ------------------------------------------------------------------ | ------------------- | --------------------------------------------------------------------- | ---------------------- | ----------------------------------------------------------------- | --------------------- |
| 100 m                                      | Hannelore Trabert (OSC Berlin)                                     | 11,4 s00            | Jutta Stöck (Hamburger SV)                                            | 11,5 s00               | Karin Frisch (1. FV Salamander Kornwestheim)                      | 11,6 s00              |
| 200 m                                      | Kirsten Roggenkamp (TSV Siemensstadt Berlin)                       | 23,7 s00            | Hannelore Trabert (OSC Berlin)                                        | 24,0 s00               | Gerlinde Beyrichen (ASV Köln)                                     | 24,3 s00              |
| 400 m                                      | Helga Henning (Hamburger SV)                                       | 54,4 s00            | Antje Gleichfeld (LG Alstertal-Garstedt)                              | 55,2 s00               | Mechthild Achtel (VfL Wolfsburg)                                  | 56,1 s00              |
| 800 m                                      | Antje Gleichfeld (LG Alstertal-Garstedt)                           | 2:05,6 min          | Karin Kessler (LG Alstertal-Garstedt)                                 | 2:06,5 min             | Anita Wörner (VTV Mundenheim)                                     | 2:07,2 min            |
| 80 m Hürden                                | Karin Frisch (1. FV Salamander Kornwestheim)                       | 10,6 s00            | Inge Schell (TSV 1860 München)                                        | 10,7 s00               | Renate Balck (LG Alstertal-Garstedt)                              | 10,8 s00              |
| 4 × 100 m Staffel                          | Hamburger SVKarin Schneider Helga Henning Gerda Paetow Jutta Stöck | 46,5 s00            | ASV KölnNiederquell Christel Frese Halina Herrmann Gerlinde Beyrichen | 46,8 s00               | Hannover 96Renate Meyer Anne-Kathrin Heine Richter Christa Elsler | 47,2 s00              |
| 3 × 800 m Staffel                          | VfL WolfsburgChrista Basche Mechthild Achtel Christa Luczak        | 6:43,4 min          | Meidericher SVKollert Marie-Luise Seiler Gisela Köpke                 | 6:48,2 min             | OSC WaldnielAnni Pede Margret Crisp Maria Strickling              | 7:16,4 min            |
| Hochsprung                                 | Friderun Valk (TSG 1846 Ulm)                                       | 1,63 m              | Ilia Hans (Stuttgarter Kickers)                                       | 1,63 m                 | Bärbel Sprywald (VfL Bochum)                                      | 1,63 m                |
| Weitsprung                                 | Helga Hoffmann (ATSV Saarbrücken)                                  | 6,34 m              | Dorothee Sander (TuS 04 Leverkusen)                                   | 6,18 m                 | Heide Rosendahl (TuS 04 Leverkusen)                               | 6,16 m                |
| Kugelstoßen                                | Gertrud Schäfer (TSV Bayer 04 Leverkusen)                          | 16,32 m             | Marlene Fuchs (TSC Euskirchen)                                        | 15,66 m                | Liesel Westermann (Hannover 96)                                   | 15,29 m               |
| Diskuswurf                                 | Liesel Westermann (Hannover 96)                                    | 53,31 m             | Kriemhild Limberg (Preussen Krefeld)                                  | 52,15 m                | Gertrud Schäfer (TSV Bayer 04 Leverkusen)                         | 47,84 m               |
| Speerwurf                                  | Anneliese Gerhards (TV Lobberich)                                  | 54,13 m             | Almut Brömmel (TSV 1860 München)                                      | 50,12 m                | Ilse Junghänel (1. FC Schwandorf)                                 | 48,69 m               |
| Fünfkampf, 1955er Wertung                  | Heide Rosendahl (TuS 04 Leverkusen)                                | 4498 P              | Erika Müller (ASC Darmstadt)                                          | 4311 P                 | Renate Balck (LG Alstertal-Garstedt)                              | 4240 P                |
| Fünfkampf, Mannschaftswertung              | LG Alstertal-GarstedtRenate Balck Karin Kessler Christel Voß       | 12.557 P            | TuS 04 LeverkusenHeide Rosendahl Inge Geurtz Anneliese Thieron        | 12.549 P               | Hamburger SVMonika König Leonore Koch Bärbel Palmié               | 12.008 P              |
| Waldlauf Mittelstrecke – 1230 m            | Antje Gleichfeld (LG Alstertal-Garstedt)                           | 4:21,8 min          | Christa Luczak (VfL Wolfsburg)                                        | 4:27,2 min             | Anni Pede (OSC Waldniel)                                          | 4:29,0 min            |
| Waldlauf Mittelstrecke, Mannschaftswertung | VfL Wolfsburg 1Christa Luczak Christa Basche Liane Winter          | 10 P (Plätze 2/5/6) | VfL Wolfsburg 2Monika Schnieber Mechthild Achtel Brigitte Rotthaus    | 29 P (Plätze 13/17/18) | Hamburger SVHelga Henning Melchert Reimer                         | 31 P (Plätze 4/19/26) |

## Videolink
- Filmausschnitte u. a. von den Deutschen Leichtathletik-Meisterschaften, filmothek.bundesarchiv.de, Bereich: 0:00 min bis 2:33 min, abgerufen am 4. April 2021